# Awatari Shinya
Shinya Awatari (阿渡 真也 (A-Độ Chân-Dã) Awatari Shinya, sinh ngày 7 tháng 6 năm 1990 ở Kanagawa) là một cầu thủ bóng đá người Nhật Bản thi đấu cho Fujieda MYFC.

## Thống kê câu lạc bộ
Cập nhật đến ngày 23 tháng 2 năm 2016.
| Thành tích câu lạc bộ | Thành tích câu lạc bộ | Thành tích câu lạc bộ | Giải vô địch | Giải vô địch | Cúp                   | Cúp                   | Tổng cộng | Tổng cộng |
| Mùa giải              | Câu lạc bộ            | Giải vô địch          | Số trận      | Bàn thắng    | Số trận               | Bàn thắng             | Số trận   | Bàn thắng |
| Nhật Bản              | Nhật Bản              | Nhật Bản              | Giải vô địch | Giải vô địch | Cúp Hoàng đế Nhật Bản | Cúp Hoàng đế Nhật Bản | Tổng cộng | Tổng cộng |
| --------------------- | --------------------- | --------------------- | ------------ | ------------ | --------------------- | --------------------- | --------- | --------- |
| 2013                  | Zweigen Kanazawa      | JFL                   | 33           | 5            | 3                     | 1                     | 36        | 6         |
| 2014                  | Zweigen Kanazawa      | J3 League             | 29           | 1            | 2                     | 0                     | 31        | 1         |
| 2015                  | Zweigen Kanazawa      | J2 League             | 24           | 0            | 1                     | 0                     | 25        | 0         |
| Tổng cộng sự nghiệp   | Tổng cộng sự nghiệp   | Tổng cộng sự nghiệp   | 86           | 6            | 6                     | 1                     | 92        | 7         |